# Myochrous ranella
Myochrous ranella är en skalbaggsart som beskrevs av Blake 1950. Myochrous ranella ingår i släktet Myochrous och familjen bladbaggar. Inga underarter finns listade i Catalogue of Life.